# Boniface N’Dong
Pour les articles homonymes, voir Ndong.
Boniface N’Dong, né le 3 septembre 1977 à M'bour (Sénégal), est un ancien joueur sénégalais de basket-ball. N'Dong joue au poste de pivot et mesure 2,13 m. Il a été international sénégalais.

## Clubs successifs
- 1999-2000 :  SpVgg Rattelsdorf
- 2000-2002 :  TSV Breitengüßbach
- 2002-2003 :  Brose Bamberg (Basketball-Bundesliga)
- 2004-2005 :  JDA Dijon (Pro A)
- 2005-2006 :  Clippers de Los Angeles (NBA)
- 2006-2007 :  Spartak Saint-Pétersbourg (Superligue)
- 2007-2009 :  Unicaja Malaga (Liga ACB)
- 2009-2012 :  FC Barcelone (Liga ACB)
- 2012-2013 :  Galatasaray SK

## Palmarès
- Vainqueur de la Semaine des As : 2004
- Finaliste du EuroCup Challenge : 2004
- Finaliste du Championnat d'Afrique masculin de basket-ball : 2005
- Vainqueur de l'Eurolique : 2010
- Vainqueur de la Coupe du Roi : 2010
- Vainqueur de la Supercoupe d'Espagne : 2009

### Distinction personnelle
- - Meilleur joueur du Championnat d'Afrique masculin de basket-ball 2005